# Win Lyovarin
 (novembre 2021).
 (novembre 2021).
 (novembre 2021).
 (novembre 2021).
La mise en forme du texte ne suit pas les recommandations de Wikipédia : il faut le « wikifier ».
Les points d'amélioration suivants sont les cas les plus fréquents :
- Les titres sont pré-formatés par le logiciel. Ils ne sont ni en capitales, ni en gras.
- Le texte ne doit pas être écrit en capitales (les noms de famille non plus), ni en gras, ni en italique, ni en « petit »…
- Le gras n'est utilisé que pour surligner le titre de l'article dans l'introduction, une seule fois.
- L'italique est rarement utilisé : mots en langue étrangère, titres d'œuvres, noms de bateaux, etc.
- Les citations ne sont pas en italique mais en corps de texte normal. Elles sont entourées par des guillemets français : « et ».
- Les listes à puces sont à éviter, des paragraphes rédigés étant largement préférés. Les tableaux sont à réserver à la présentation de données structurées (résultats, etc.).
- Les appels de note de bas de page (petits chiffres en exposant, introduits par l'outil «  Source ») sont à placer entre la fin de phrase et le point final[comme ça].
- Les liens internes (vers d'autres articles de Wikipédia) sont à choisir avec parcimonie. Créez des liens vers des articles approfondissant le sujet. Les termes génériques sans rapport avec le sujet sont à éviter, ainsi que les répétitions de liens vers un même terme.
- Les liens externes sont à placer uniquement dans une section « Liens externes », à la fin de l'article. Ces liens sont à choisir avec parcimonie suivant les règles définies. Si un lien sert de source à l'article, son insertion dans le texte est à faire par les notes de bas de page.
- La présentation des références doit suivre les conventions bibliographiques. Il est recommandé d'utiliser les modèles {{Ouvrage}}, {{Chapitre}}, {{Article}}, {{Lien web}} et/ou {{Bibliographie}}. Le mode d'édition visuel peut mettre en forme automatiquement les références.
- Insérer une infobox (cadre d'informations à droite) n'est pas obligatoire pour parachever la mise en page.

Pour une aide détaillée, merci de consulter Aide:Wikification.
Si vous pensez que ces points ont été résolus, vous pouvez retirer ce bandeau et améliorer la mise en forme d'un autre article.
Win Lyovarin (thaï : วินทร์ เลียววาริณ ;RTGS: Win Liaowarin), né le 23 mars 1956 dans la province de Songkhla, est un architecte, designer, graphiste et écrivain thaïlandais. Son style mêle textes et images, mots et visuels. Auteur de près de 40 ouvrages depuis 1994, il a obtenu à deux reprises le prix des écrivains de l'Asie du Sud-Est (S.E.A Write Award). Il est de plus reconnu comme Artiste national de Thaïlande en 2013 par le Ministère de la culture thaïlandais. 

## Biographie
Win Lyovarin naît le 23 mars 1956 dans le sud de la Thaïlande, dans la province de Songkhla, district de Hat Yai. C'est le fils d'un cordonnier chinois, élevé de façon très traditionnel.
Enfant, il souffre du racisme latent contre les chinois qui gangrène une partie de la société thaïlandaise.
En 1973, à 17 ans, il étudie à Bangkok d'abord l'architecture à l'université Chulalongkorn puis le marketing à l'université Thammasat.
Après ses études, il part à Singapour travailler pour un cabinet d'architectes, y reste plus de trois ans et y rencontre sa future femme Lilian ; puis il part à New-York, trouve un emploi d'architecte d'intérieur et apprend le graphisme sur ordinateur ; il y vit deux ans.
En 1986, à l'âge de 30 ans, il retourne à Bangkok. Il trouve alors un travail dans une agence de publicité et commence à écrire des nouvelles.
En 1994, il auto-publie son premier recueil de nouvelles intitulé Aphet Kamsuan, (litt. Mauvais Présages), recueil dans lequel on peut lire le Petit Lexique à l'usage des Bangkokiens de classe moyenne, La Ville des pêcheurs et Lokiya-Nipphan (litt. Plaisir sexuel-Nirvana) ; et un deuxième recueil de nouvelles, Samut pok dam kap baimai si daeeng (litt. Le Cahier noir et la feuille d'arbre rouge).
En 1994, il édite son roman historique intitulé Prachathiptai bon sen khanan (litt. La Démocratie sur des voies parallèles ; traduit et publié en anglais en 2003 sous le titre Democracy, Shaken and Stirred). Ce roman est critiqué par des historiens qui relèvent de nombreuses erreurs dans le récit, est qualifié avec humour par la revue française Jentayu de roman politico-historique à la James Bond ... et il reçoit le prix des écrivains de l'Asie du Sud-Est  pour la Thaïlande (S.E.A. Write Award), l'équivalent du prix Goncourt en Asie du Sud-Est, en 1997.
En 1995, il sort un nouveau recueil de nouvelles : Duean chuang duang den fa da dao (litt. La lune est claire dans le ciel étoilé).
En 1999, il reçoit de nouveau un second prix des écrivains de l'Asie du Sud-Est avec son recueil Sing mi chiwit thi riak wa khon (litt. Cette chose vivante que l'on appelle l'homme).
En 2001, il publie l’ouvrage Nung wan diao kan (หนึ่งวันเดียวกัน ; litt. En un seul jour), recueil de 55 nouvelles. 
De 2002 à 2007, il publie conjointement avec Prabda Yoon, lauréat du prix des écrivains de l'Asie du Sud-Est en 2002, Khwam Na Cha Pen Bon Sen Khanan (ความน่าจะเป็นบนเส้นขนาน ; litt. Le Possible sur des voies parallèles) ...

## Style
Le traducteur Marcel Barang trouve dans un premier temps les écrits de Win Lyovarin médiocres et il le qualifie de "petite cylindrée de la plume très pointue sur le plan formel" (en 1999), son opinion évolue cependant et il finit par traduire quelques uns de ses textes. La traductrice française Louise Pichard-Bertaux, très élogieuse envers Win Lyovarin,  reproche à Marcel Barang de trop rechercher l'originalité et de perdre en qualité littéraire ce qu'il gagne en non conformisme.

## Œuvres en thaïlandais

### Nouvelles
- Pracha Thippatai Bon Sen Khanaan (ประชาธิปไตยบนเส้นขนาน; litt. La Démocratie sur des voies parallèles ; 1994)  (ISBN 978-974-85854-7-5)
- Pik Daeng (ปีกแดง; litt. Les Ailes rouges ; 2002)  (ISBN 978-974-87924-7-7)
- Phu Chai Khon Thi Tam Rak Thoe Thuk Chat Phim Khrang Thi Paet Sip Ha (ผู้ชายคนที่ตามรักเธอทุกชาติ พิมพ์ครั้งที่ 85; 2006)  (ISBN 978-974-93277-4-6)
- Lok Bai Thi Song Khong Mo (โลกใบที่สองของโม; 2006)  (ISBN 974-92394-8-2)
- Fon Tok Khuen Fa (ฝนตกขึ้นฟ้า; 2007 ; adapté au cinéma par Pen-ek Ratanaruang dans son film Headshot en 2011)  (ISBN 974-88214-4-7)
- Khattakam Chak Rasi (ฆาตกรรมจักรราศี; 2008; livre trois de Siao Nak Suep เสี่ยวนักสืบ)
- Bunga Pari (บุหงาปารี; 2008; adapté de son scénario du film Queens of Langasuka / Pirates de Langkasuka)

### Recueils de courtes histoires et articles
- Aphet Kamsuan (อาเพศกำสรวล; litt. Mauvais présages ;1994)  (ISBN 978-974-90404-8-5)
- Samut Pok Dam Kap Baimai Si Daeng (สมุดปกดำกับใบไม้สีแดง ; litt. Le cahier noir et la feuille d'arbre rouge; 1994)  (ISBN 978-974-90404-7-8)
- Duean Chuang Duang Den Fa Da Dao (เดือนช่วงดวงเด่นฟ้าดาดาว; litt. La lune est claire dans le ciel étoilé ; 1995)  (ISBN 978-974-90127-6-5)
- Sing Mi Chiwit Thi Riak Wa Khon (สิ่งมีชีวิตที่เรียกว่าคน; litt. Cette chose vivante que l'on appelle l'homme ; 1999)  (ISBN 978-974-85855-0-5)
- Nueng Wan Diao Kan (หนึ่งวันเดียวกัน; litt. En un seul jour ; 2001)  (ISBN 978-974-90048-3-8)
- Lang An Buri (หลังอานบุรี; litt. Clebsville ; 2001)  (ISBN 978-974-90048-2-1)
- Pan Nam Pen Tua (ปั้นน้ำเป็นตัว; litt. Pure invention ; 2003)  (ISBN 978-974-90879-4-7)
- Am ( ำ; intraduisible ; 2003)  (ISBN 978-974-91297-0-8)
- Wan Raek Khong Wan Thi Luea (วันแรกของวันที่เหลือ; 2004)  (ISBN 978-974-91863-6-7)
- Khatakam Klang Thale (ฆาตกรรมกลางทะเล; 2004; livre trois de Siao Nak Suep เสี่ยวนักสืบ);  (ISBN 978-974-91876-6-1)
- Pla Thi Wai Nai Sanam Futbon (ปลาที่ว่ายในสนามฟุตบอล; 2005)  (ISBN 978-974-91872-4-1)
- Niyai Khang Cho (นิยายข้างจอ; 2005)  (ISBN 978-974-92738-7-6)
- Charun Charat Ratsami Phrao Phrang Phroi (จรูญจรัสรัศมีพราว พร่างพร้อย; 2005)  (ISBN 978-974-93375-7-8)
- Roi Thao Lek Lek Khong Rao Eng (รอยเท้าเล็กๆของเราเอง; 2005)  (ISBN 978-974-93277-5-3)
- Khadi Phii Nang Takhian (คดีผีนางตะเคียน 2006; livre deux de Siao Nak Suep เสี่ยวนักสืบ)  (ISBN 978-974-94437-6-7)
- Lok Dan Thi Han Lang Hai Duang Athit (โลกด้านที่หันหลังให้ดวงอาทิตย์; 2006)  (ISBN 978-974-93957-7-6)
- Khwam Fan Ngo Ngo (ความฝันโง่ ๆ; 2006)  (ISBN 974-94624-3-2)
- Ya Kae Samong Phuk Tra Khwai Bin (ยาแก้สมองผูก ตราควายบิน; 2007)  (ISBN 974-88226-9-9)
- Nam Khaeng Unit Tra Khwai Bin (น้ำแข็งยูนิต ตราควายบิน; 2007)  (ISBN 978-974-8232-75-1)
- Bueang Bon Yang Mi Saeng Dao (เบื้องบนยังมีแสงดาว; 2007)  (ISBN 974-7476-29-0)
- Bang Kaphong (บางกะโพ้ง; 2007)  (ISBN 974-8480-24-0)
- Athit Khuen Thang Thit Tawan Tok (อาทิตย์ขึ้นทางทิศตะวันตก; 2008)
- Doen Pai Hai Sut Fan (เดินไปให้สุดฝัน; 2008)

### Publication conjointe avecPrabda Yoon, lauréat du prix des écrivains de l'Asie du Sud-Est en 2002[9]
- Khwam Na Cha Pen Bon Sen Khanan (ความน่าจะเป็นบนเส้นขนาน; litt. Le Possible sur des voies parallèles ; 2002)  (ISBN 978-974-90723-5-6) (lettres de 2002)
- Khwam Na Cha Pen Bon Sen Khanan 2 (ความน่าจะเป็นบนเส้นขนาน 2; 2004)  (ISBN 978-974-92032-5-5)
- Khwam Na Cha Pen Bon Sen Khanan 3 (ความน่าจะเป็นบนเส้นขนาน 3; 2005)  (ISBN 978-974-92863-7-1)
- Khwam Na Cha Pen Bon Sen Khanan 4 (ความน่าจะเป็นบนเส้นขนาน 4; 2006)  (ISBN 978-974-94148-3-5)
- Khwam Na Cha Pen Bon Sen Khanan 5 (ความน่าจะเป็นบนเส้นขนาน 5; 2007)  (ISBN 978-974-8233-08-6)
- Khwam Na Cha Pen Bon Sen Khanan 6 (ความน่าจะเป็นบนเส้นขนาน 6; 2008)
- Khwam Na Cha Pen Bon Sen Khanan 7 (ความน่าจะเป็นบนเส้นขนาน 7 ; 2009)

## Cinéma
- Win Lyovarin est scénariste, avec  Kongdej Jaturanrasamee , du film Pirates de Langkasuka (ปืนใหญ่จอมสลัด / Puen yai jom salad / Queens of Langkasuka / Legend of the tsunami Warrior / The Tsunami Warrior) réalisé par Nonzee Nimibutr en 2008[10].
- Sa nouvelle Fon Tok Khuen Fa (ฝนตกขึ้นฟ้า), écrite en 2007, a été adaptée dans le film Headshot réalisé par Pen-ek Ratanaruang en 2011[11],[12],[13],[14],[15].

## Théâtre
- Namngoen Tae (น้ำเงินแท้ / "Bleu", référence à la couleur de l'uniforme des prisonniers politiques et couleur de la monarchie), pièce de théâtre adaptée de la nouvelle historique et politique du même nom écrite en 2015 par Win Lyovarin[16].

## Ouvrages traduits en anglais
- Democracy, Shaken and Stirred (traduction de Pracha Thippatai Bon Sen Khanaan / ประชาธิปไตยบนเส้นขนาน; 1994 ; S.E.A. Write Award 1997), publié en 2003,  (ISBN 978-974-91296-9-2).
- A Day in the Life (traduction de Nueng Wan Diao Kan / หนึ่งวันเดียวกัน; 2001), publié en 2005,  (ISBN 978-974-91872-5-8).

## Nouvelles traduites en français
La traduction de Win Lyovarin est n'est pas simple du fait du style de l'auteur, comme l'explique Louise Pichard-Bertaux. 
Nouvelles traduites en français  :
- Petit lexique à l'usage des Bangkokiens de classe moyenne[17],[18]
- La Ville des pêcheurs[19]
- Incendies (revu et corrigé) (titre d'origine : Fire-Revisited (le titre de la nouvelle est en anglais)), traduit par Marcel Barang, Jentayu, Hors-série n°2 Thaïlande, 2017, pages 169-182